# Jaszowarman I
Jaszowarman lub Jaśowarman (ur. ?, zm. 910) – król Kambodży (889/899 – 910) w czasach Imperium Khmerskiego.

## Życiorys
Panował w latach 889/899–900. Zaliczony do największych królów Khmerów (obok Surjawarmana II i Dżajawarmana VII). W czasie jego panowania została zbudowana Jaszodharapura, nowa stolica, którą poświęcił Śiwie. Jaszowarman ufortyfikował miasto i zbudował w jego pobliżu Wschodni Baray. Zbudował też świątynię Preah Vihear.
Był władcą surowym i wymagającym znacznego posłuszeństwa. Poszerzył granice, pod koniec jego panowania Imperium Khmerów graniczyło na wschodzie i północy z Chinami i Czampą, na zachodzie i północy sięgało wybrzeży Półwyspu Malajskiego od strony Oceanu Indyjskiego i granic dzisiejszej Mjanmy. Domagał się danin od władców Półwyspu Malajskiego.
Władca wspierał rozwój kultury i zatrudniał licznych poetów, malarzy, architektów i rzeźbiarzy, by sławili jego czyny. Zbudował wiele posągów i świątyń boga Śiwy oraz klasztorów.

Mapa imperium khmerskiego (czerwony kolor) i jego sąsiadów około 900 roku.

Był trędowaty. Jego następcą został jego syn Harszawarman I.